# Edward Colonna

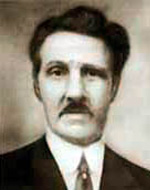
Edward Colonna

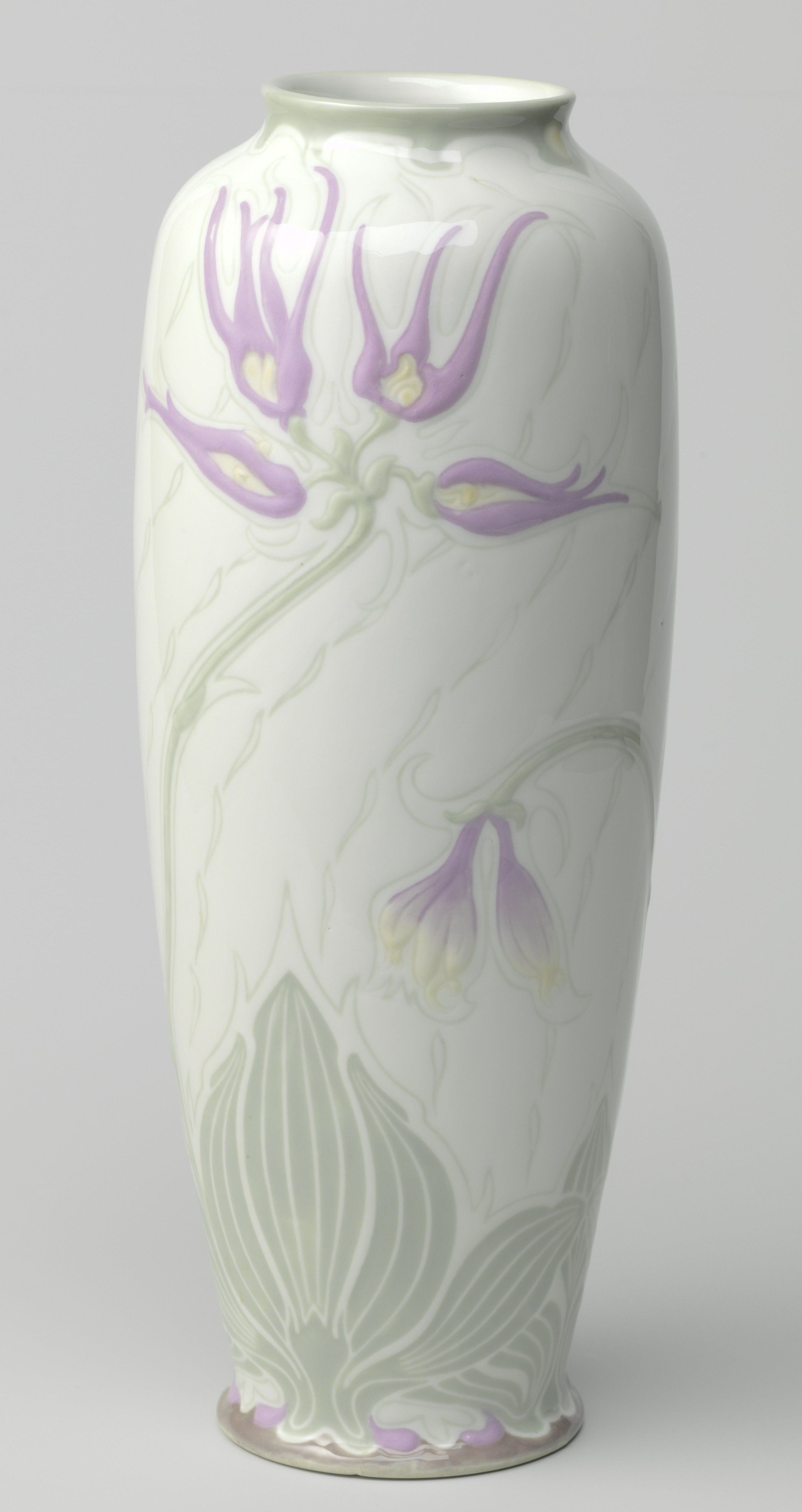
Von Colonna entworfene Porzellanvase, um 1900, Rijksmuseum

Edward Colonna, auch Edouard oder Eduard Colonna (* 11. Mai 1862 in Mülheim bei Köln als Eduard Klönne; † 14. Oktober 1948 in Nizza) war ein deutscher Architekt und Entwerfer für Kunsthandwerk, Möbel, Schmuck, Metallarbeiten und Keramik im Jugendstil.

## Werdegang
Colonna war der Sohn von Karl Edward Klonne und dessen zweiter Ehefrau Henriette, geb. Quack. Er ging im Alter von 15 Jahren nach Brüssel und absolvierte dort eine Ausbildung zum Architekten. 1882 emigrierte er in die USA und arbeitete für kurze Zeit in New York mit den Associated Artists, einer Gruppe von Innengestaltern um Louis Comfort Tiffany. Danach war er für den Architekten Bruce Price tätig und wurde anschließend Chef-Designer der Firma Barney and Smith Manufacturing Company in Dayton (Ohio) tätig, die Schlaf- und Salonwagen herstellte. Er knüpfte während dieser Zeit Beziehungen zu angesehenen Bürgern und war für diese als Designer für Innenarchitektur tätig. 1888 beendete er seine Tätigkeit für Barney and Smith und gründete in Montreal sein eigenes Büro, wo einer seiner Hauptkunden die Canadian Pacific Railway war, für die er sowohl die Innenausstattung der Waggons als auch die Einrichtung zahlreicher Bahnhöfe gestaltete.
1893 kehrte er nach Europa zurück und war ab 1898 für den deutsch-französischen Kunsthändler und -sammler Siegfried Bing tätig.
Für Bings Galerie Maison de l’Art Nouveau entwarf er bis 1903 Möbel, Schmuck und Keramik. Mit dem Bingschen Pavillon auf der Weltausstellung Paris 1900, für den Colonna den Empfangsbereich und das Musikzimmer entwarf, erreichte er den Höhepunkt seines Schaffens. Nachdem er nochmals in die USA zurückgekehrt war, übersiedelte er 1923 schließlich nach Südfrankreich. Er starb am 14. Oktober 1948 in Nizza.

## Ausstellungen
Eine Ausstellung seiner Arbeiten wurde 1984 vom Dayton Art Institute organisiert und war auch in der Renwick Gallery zu sehen.

## Werke in öffentlichen Sammlungen
- Museum für angewandte Kunst (Wien)
- Metropolitan Museum of Art in New York City[5]
- Musée des Arts décoratifs (Paris)[6]
- Museum für Angewandte Kunst Köln[7]
- Museum für Kunst und Gewerbe Hamburg
- Nationalmuseum Oslo[8]
- Rijksmuseum Amsterdam